# 比未子
比未子（ひみこ）は、日本の女性声優。アダルトゲームへの出演を主に活動する。一比未子（もとひみこ）名義でも活動している。

## 出演作品

### ゲーム

#### 2011年
- 恋愛家庭教師ルルミ★Coordinate!（池下 寧々）[2]

#### 2009年
- 学校のヤラシイ怪談 〜こんな恥ずかしい除霊させないで!〜（雪村 由香里）

#### 2007年
- 孕女 〜俺はこの学園で復讐を成し遂げる〜（横川 紀子）
- あなたと見た桜 〜姉妹妻〜 Standard Edition（鳥越 千草）

#### 2005年
- 侵触 〜淫魔の生贄〜（高岡 幻夢）
- 特捜天使シェルセイバー（千里）
- 魔王と踊れ! Legend of Lord of Lords（ミーニャ、ドライアド）
- 戦国の妹 七人の妹（小山内 鈴）

#### 2004年
- メタモルファンタジー SP（フィリア）
- ジュエルスオーシャン（武原 こはく）

#### 2003年
- おねだりSweetie 〜恋のお色直しは何度でも〜（日下部 渚）
- 保母さんといっしょっ! 〜双子とできるもん!〜（結城 未弥）

#### 2002年
- けがれた英雄 〜邪淫聖女狩〜（イナーシャ）

#### 2000年
- 封魔神社（役名不明）
- effect 〜悪魔の仔〜（高林美鈴）

#### 1999年
- めい・king（シャルロット・キャンディ・フランベルジュ）
- Machine Maiden外伝 ～シンシア～ : 高原真理

#### 1998年
- Eye's 〜あなたの瞳にうつるもの〜（一風堂 春奈）